# Skandinávské pohoří
Skandinávské pohoří (švédsky Skandinaviska fjällkedjan, Skanderna, Fjällen („Hory“) nebo též Kölen (česky kýl); norsky Den skandinaviske fjellkjede, Skandesfjellene, Kjølen (česky „Kýl“), Nordryggen - Severní hřeben) je pohoří táhnoucí se Skandinávským poloostrovem od nejjižnějšího norského kraje Vest-Agder až po nejsevernější norský kraj Finnmark k Barentsovu moři. Rozkládá se na územích Norska, Švédska a Finska.

## Geografie
Skandinávské pohoří se rozkládá od jihozápadu na severovýchod. Reliéf tvoří plochá pásma oddělená tektonickými sníženinami. Místy se zvedají vyšší ostré hřebeny. Nejvyšší vrcholy se nachází v jižní norské části hor. Směrem na sever od Trondheimu se výška a šířka pohoří zmenšuje, reliéf je členitější a pestřejší. Směrem na sever od 65° severní šířky se výška hor opět zvyšuje. V této oblasti leží nejvyšší hora Švédska Kebnekaise (2 097 m). Dále na sever se povrch hor opět snižuje a zplošťuje a přechází v plošinu kraje Finnmark. Západní strana hor spadá příkře do Severního a Norského moře, které do Skandinávského pohoří zabíhají v podobě fjordů. Směrem na východ postupně snižují svou výšku i sklon a k severovýchodu se stáčí směrem k Finsku.
Hory nejsou příliš vysoké. Galdhøpiggen v jižním Norsku dosahuje 2 469 m. Přesto jsou, díky své poloze na severu a poblíž oceánu, značně vlhké a srážkově bohaté a pokrývají je četné sněžníky a ledovce. Kde vyšší teploty nedovolují vzniknout sněžníkům a ledovcům, vznikají ve sníženinách, vymodelovaných dřívějšími ledovci, mokřiny a jezera. Na švédské straně je nejvyšší horou Kebnekaise s 2 097 m, zatímco Halti je nejvyšší na straně finské, a dosahuje 1 328 m.

## Geologie
Pohoří vzniklo kaledonským vrásněním. V pleistocénu bylo pokryto severským pevninským ledovcem. Geologicky je Skandinávské pohoří propojeno s pohořími ve Skotsku a Irsku, dříve bylo zřejmě spojeno také s Apalačským pohořím, které dnes leží v Severní Americe. Geologové se totiž domnívají, že všechna tato pohoří dříve vytvářela jeden celistvý systém na superkontinentu Pangea.

## Nejvyšší hory

### Nejvyšší hory vNorsku
Z dvanácti nejvyšších hor ve Skandinávii leží jedenáct na území kraje Oppland v Norsku. Dvanáctý nejvyšší vrchol je v kraji Sogn a Fjordane v Norsku. Ve skutečnosti je v Norsku 83 vrcholů s výškou kolem 2 200 m nebo vyšší.
1. Galdhøpiggen 2 469 m (Oppland)
2. Glittertind 2 464 m (Oppland)
3. Storen 2 387 m (Sogn a Fjordane, Oppland)
4. Store Styggedalstinden Øst 2 405 m (Oppland)
5. Store Styggedalstinden Vest 2 383 m (Oppland)
6. Store Skardstinden 2 373 m (Oppland)
7. Vesle Galdhøpiggen 2 369 m (Oppland)
8. Surtningssue 2 368 m (Oppland)
9. Store Memurutinden Vest 2 364 m (Oppland)
10. Store Memurutinden Øst 2 363 m (Oppland)

### Nejvyšší hory ve Švédsku

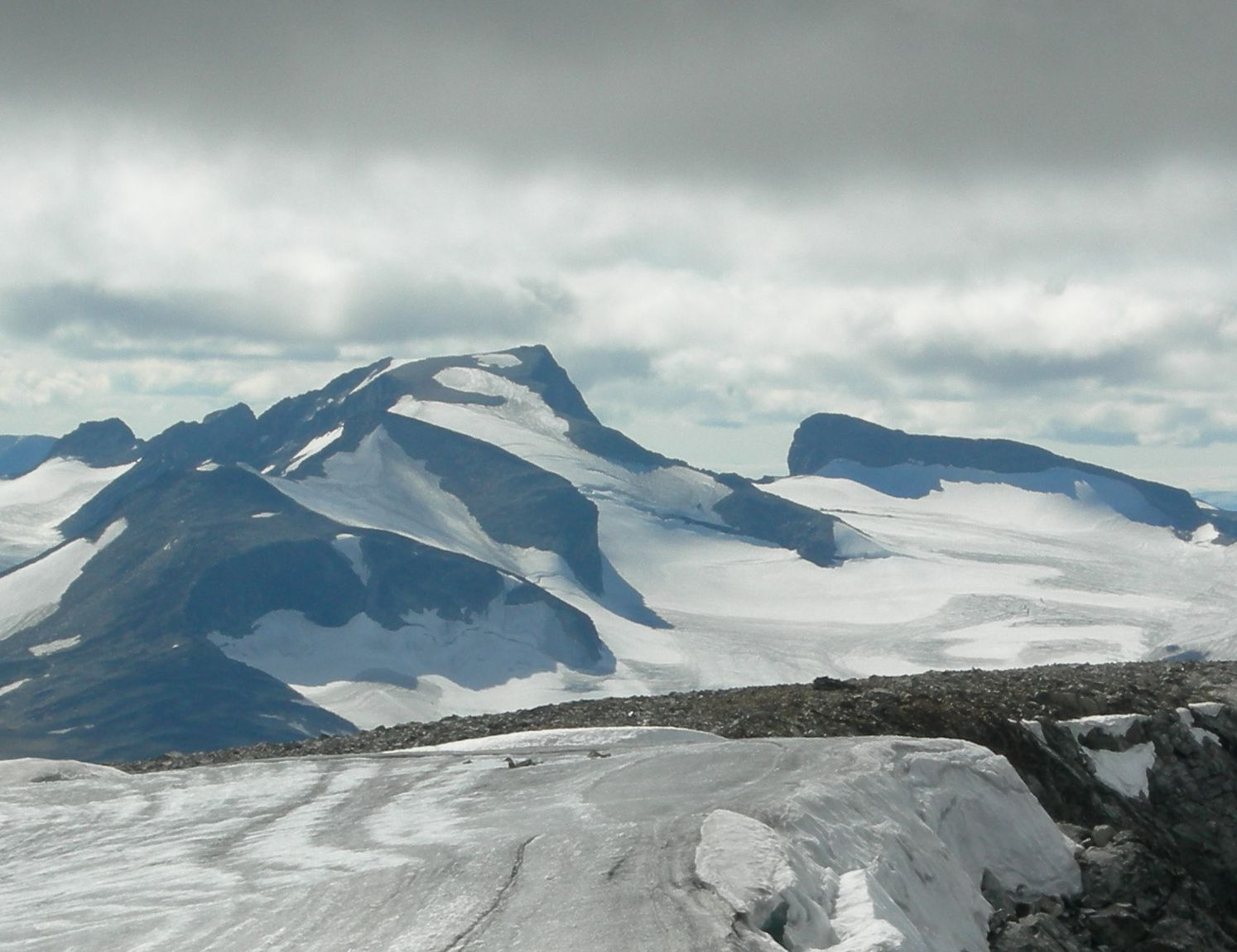
Galdhøpiggen

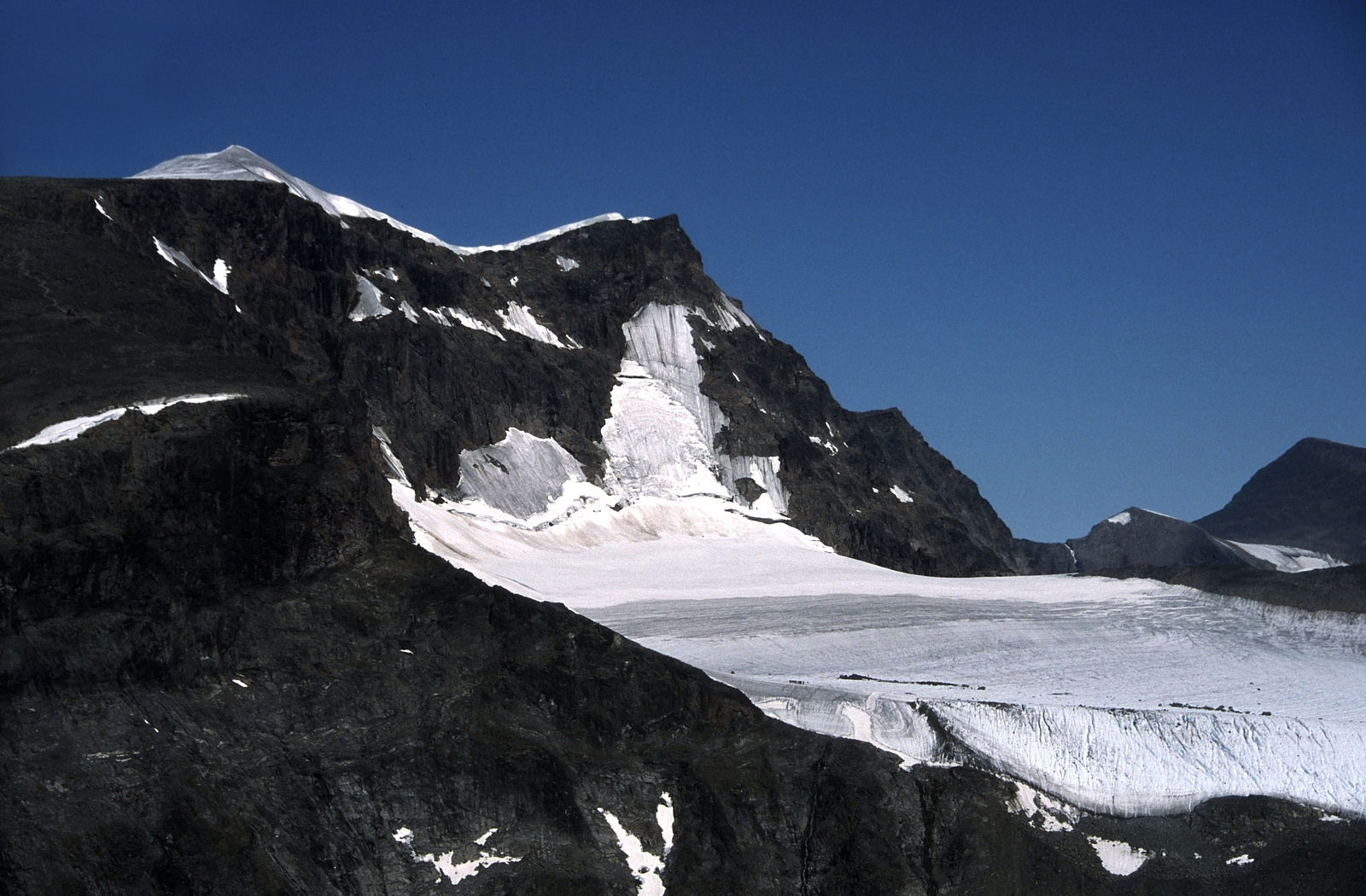
Kebnekaise

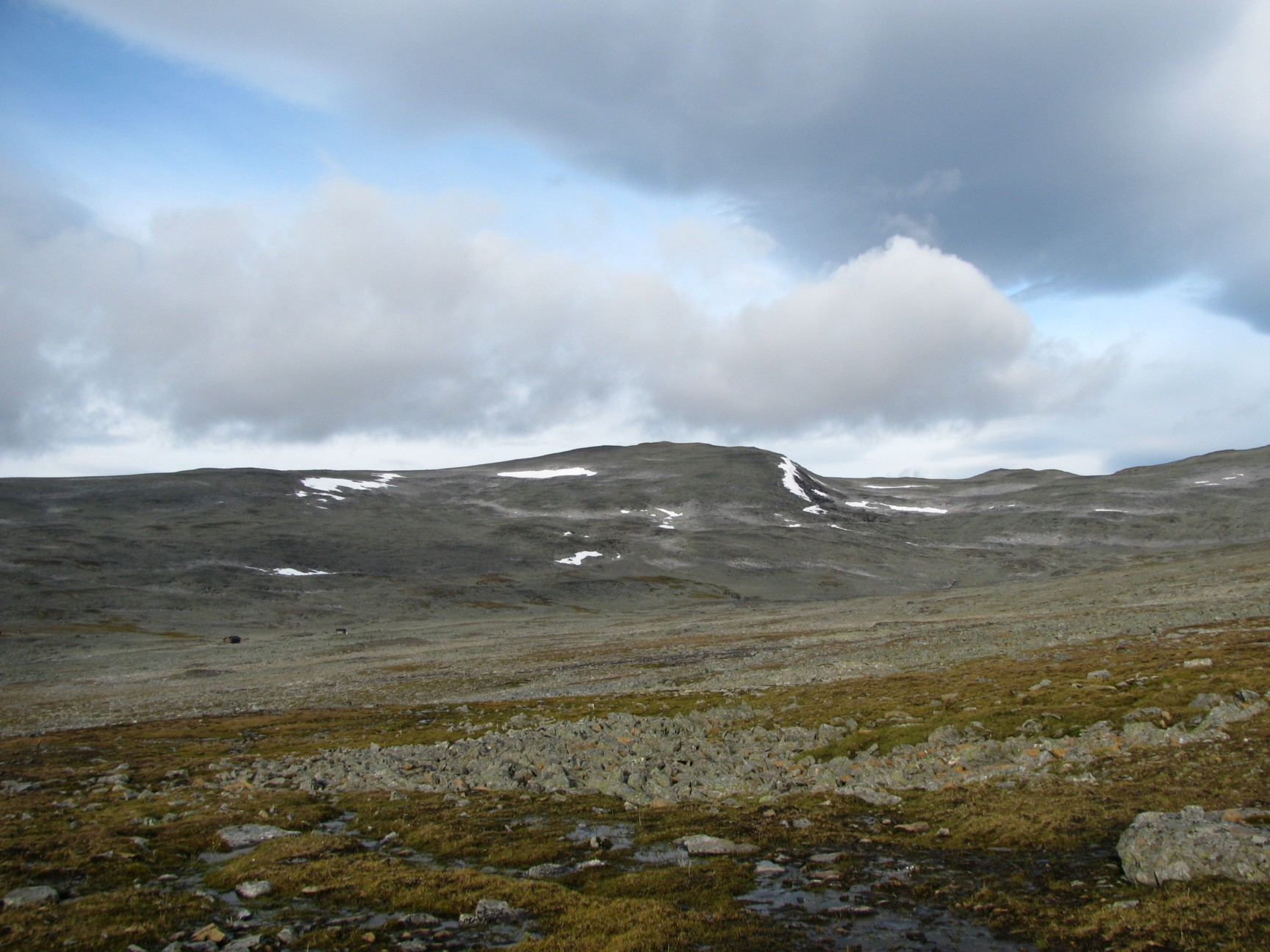
Halti

Osm ze zde popsaných švédských hor dosahujících 2000 metrů se nachází v Národním parku Sarek, další čtyři pak v okolí Kebnekaise.
1. Kebnekaise Nordtoppen 2 097 m (Laponsko)
2. Kebnekaise Sydtoppen 2 093 m k roku 2023[4] (Laponsko)
3. Sarektjåkkå Stortoppen 2 089 m (Laponsko)
4. Kaskasatjåkka 2 076 m (Laponsko)
5. Sarektjåkkå Nordtoppen 2 056 m (Laponsko)
6. Kaskasapakte 2 043 m (Laponsko)
7. Sarektjåkkå Sydtoppen 2 023 m (Laponsko)
8. Akka Stortoppen 2 016 m (Laponsko)
9. Akka Nordvästtoppen 2 010 m (Laponsko)
10. Sarektjåkkå Buchttoppen 2 010 m (Laponsko)
11. Pårtetjåkkå 2 005 m (Laponsko)
12. Palkattjåkkå 2 002 m (Laponsko)

### Nejvyšší hory ve Finsku
1. Halti 1 324 m (Laponsko/Finnmark)
2. Ritničohkka 1 317 m (Laponsko)
3. Kiedditsohkka 1 285 m (Laponsko)
4. Kovddoskaisi 1 240 m (Laponsko)
5. Ruvdnaoiaivi 1 235 m (Laponsko)
6. Loassonibba 1 190 m (Laponsko)
7. Urtasvaara 1 158 m (Laponsko)
8. Kieddoaivi 1 155 m (Laponsko)
9. Kahperusvaara 1 144 m (Laponsko)
10. Greddoaivi 1 135 m (Laponsko)